# Tonnerre 2 Zeus
Tonnerre 2 Zeus  est un parcours de montagnes russes en bois situé au parc Astérix à Plailly, dans l'Oise. Ouvert au public en 1997 sous le nom de Tonnerre de Zeus, il a été dessiné par les ingénieurs Dennis McNulty et Larry Bill, et a été construit par Custom Coasters International puis modifié par The Gravity Group en 2022.
L'attraction se situe au fond du parc, entre l'Aérolaf et Discobélix. Les principaux éléments sur le parcours sont les suivants : une montée de 33 mètres, une première descente plongeant dans un tunnel et deux hélices très serrées : la première à 572° et la deuxième à 256°.
La taille minimum à faire pour monter sur l'attraction est de 1,20 mètre. L'attraction a souvent été désignée comme l'une des meilleures montagnes russes en bois d'Europe, en remportant en 2002, 2003, 2004 et 2005 l'Ultimate European Theme Parks Award dans la catégorie « Meilleures montagnes russes en bois d'Europe » et en terminant première en 1999, 2000, 2001 au Mitch Hawker's Wooden Roller Coaster Poll, cette fois-ci un classement mondial.

## Historique
L'attraction ouvre au public pour la saison 1997.
C'est le second parcours de montagnes russes en bois construit en France, huit ans après l'Anaconda de Walygator Grand Est. En 2016, Walibi Rhône-Alpes inaugure Timber, montagnes russes en bois du constructeur The Gravity Group.
La nouvelle version de l'attraction, nommée Tonnerre 2 Zeus, est créée en 2022.

## Thème

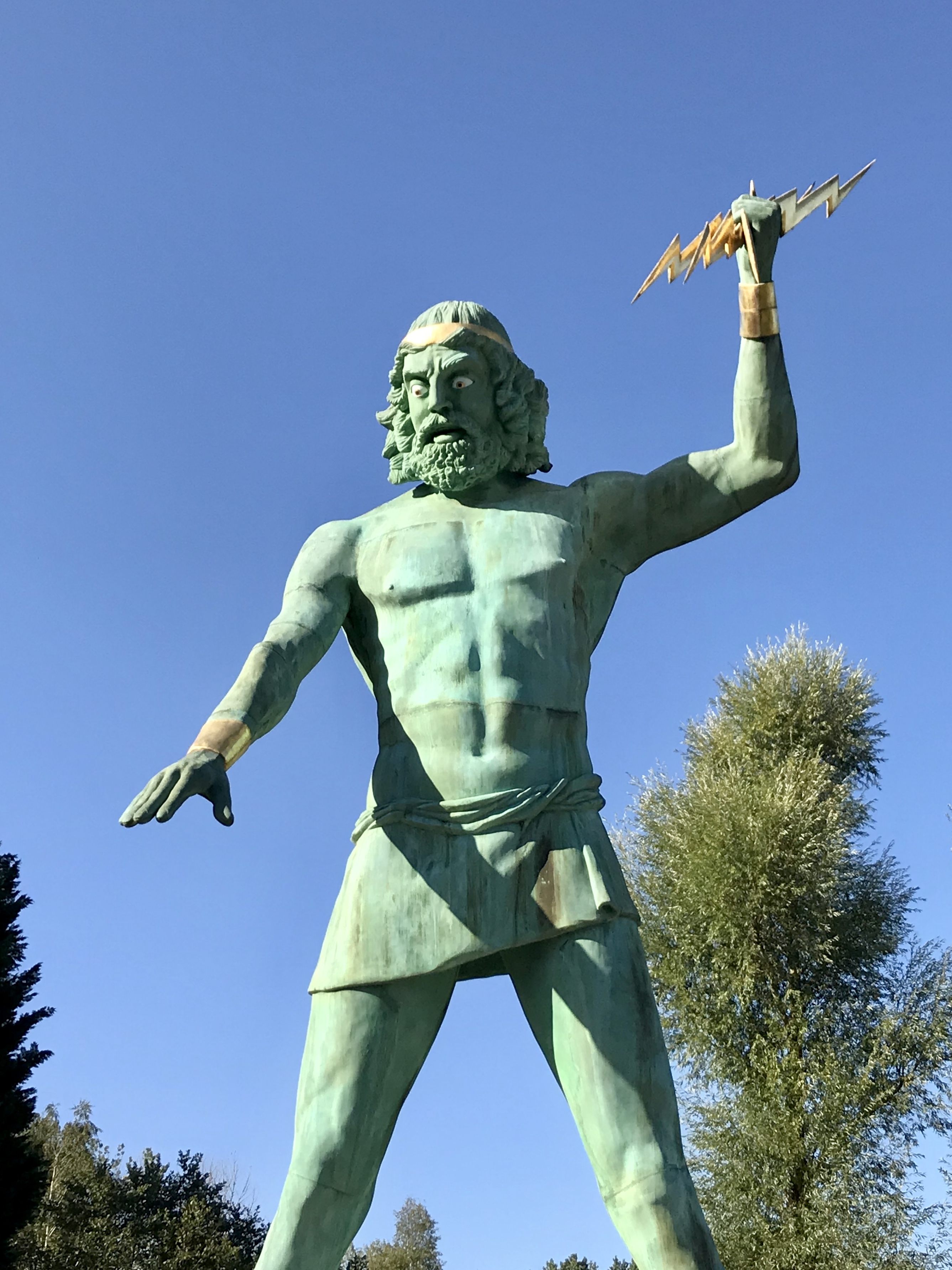
La statue de Zeus.

Tonnerre 2 Zeus fait partie de la zone « Grèce antique » du parc. Elle est, avec Goudurix, OzIris, La Trace du Hourra et Toutatis, l'une des cinq attractions phares du parc.
Seule l'entrée, la station et la sortie font partie de la zone thématisée du parc à proprement parler. La file d'attente et surtout le parcours en lui-même sont situés à l'écart du parc.
Une imposante statue de Zeus se dresse à l'entrée de l'attraction et enjambe la file d'attente. En passant dessous, les visiteurs peuvent apercevoir qu'il porte un caleçon à motifs. Actuellement, ces motifs représentent des canards jaune éparpillés sur un fond rose et des produits dérivés de ce sous-vêtement sont commercialisés en partenariat avec Undiz.
Comme d'autres montagnes russes en bois, Tonnerre 2 Zeus porte un nom évoquant la terreur censée être éprouvée par les visiteurs à bord.

## Caractéristiques (1reversion)
- Modèle : Montagnes russes en bois
- Longueur : 1232 mètres
- Hauteur : 33 mètres
- Vitesse maximale : 92 km/h
- Nombre de trains : deux
- Nombres de voitures par train : sept
- Nombre de passagers par voiture : quatre
- Nombre total de passagers : 56 au total (28 par train)
- Capacité horaire : 784 personnes/h

Tonnerre de Zeus est alors l'un des circuits de montagnes russes en bois les plus rapides d'Europe.

## Caractéristiques (2eversion)
- Modèle : Montagnes russes en bois
- Longueur : 1300m
- Hauteur : 33 mètres
- Vitesse maximale : 92 km/h
- Nombre de trains : deux sur le parcours, trois en total
- Nombres de voitures par train : 13 à 14 (13 actuellement)
- Nombres de passagers par voiture : deux
- Nombre total de passagers : 54 / 56 (26 à 28 par train)
- Capacité horaire : 884 pers./h (26 pers./trains);  952 pers./h (28 pers./trains)

## Parcours
Le parcours ressemble à un tracé de Grand 8 classique, à ceci près que le lift à chaine et la sortie menant à la ligne de freins est située perpendiculairement au parcours plutôt que parallèlement à celui-ci. Le parcours effectue un virage à gauche peu avant la station, puis se dirige vers un dernier virage à gauche surplombant la file d'attente, menant à la ligne de freins, située juste à côté de la station. Le chargement et le déchargement des visiteurs se fait dans le même bâtiment. Sur la version actuelle, un tunnel a été rajouté, décoré de motifs lumineux en forme d'éclairs et accompagné de bruitages de tonnerre, ainsi qu'une fausse portion de parcours faisant apparaître un des anciens trains de la version originale.
Comme la plupart des tracés de montagnes russes en bois, Tonnerre 2 Zeus procure de nombreux moments d'airtime (augmentés sur la 2e version).
Deux trains évoluent sur le parcours. Ceux-ci, propulsés par des lift à chaînes, sont composés de sept wagons de deux rangées de deux places sécurisés par des Lap bar. Les premiers trains de l'attraction étaient bleus. En 2004, deux nouveaux trains furent installés sur le circuit, un bleu et un rouge. Les deux trains sont de nouveau bleus depuis 2015. Les trains actuels comportent un dernier wagon en sens inverse dont l'accès nécessitait au départ l'achat d'un ticket spécial avant de devenir gratuit pour la saison 2023.
Le garage des trains de l'attraction est situé en face de la station, juste derrière le premier virage à droite menant au lift à chaine. Une portion de voie en S, située à gauche de portion de voie en descente menant les trains du quai au virage menant au lift, peut être activée afin de servir de voie de transfert des trains entre le garage et la station.
On peut acheter la photo de soi prise pendant le tour à la sortie de l'attraction. Sur la nouvelle version, le point photo a été replacé à environ à mi-parcours. Il était au préalable visible depuis la file d'attente sur la partie du circuit parallèle au temple de la gare.
Jusqu'en 2007, l'unique zone de freinage de l'attraction était caractérisée par l'arrêt brusque du train, entraînant une tension de la structure en bois visible depuis la file d'attente. Depuis cette année, le processus de freinage a été revu pour que le train soit freiné de manière progressive, évitant une usure prématurée de cette partie du circuit.

## Réception
- Vainqueur aux Ultimate European Theme Parks Awards en 2002, 2003, 2004, 2005, dans la catégorie « Meilleures montagnes russes en bois d'Europe ».
- Mitch Hawker's Wooden Roller Coaster Poll[3] :

| Position                                  | 2   | 2   | 1   | 1   | 1   | 10  | 17  | 19  | 22  | 24  | 27  | 26  | 32  | 23  | 26  | 32  | 32  |
| Nombre de montagnes russes en compétition | 135 | 143 | 150 | 163 | 164 | 162 | 172 | 176 | 175 | 179 | 178 | 176 | 181 | 180 | 164 | 168 | 175 |
| Position européenne                       | 2   | 1   | 1   | 1   | 1   | 1   | 4   | 4   | 5   | 5   | 5   | 6   | 7   | 6   | 8   | -   | -   |